# Boden (Suècia)
|  | Per a altres significats, vegeu «municipi de Boden». |

Boden és una localitat i centre administratiu del Municipi de Boden, al Comtat de Norrbotten, Suècia. Amb 16.969 habitants el 2017, es troba a uns 36 quilòmetres al sud-est de la ciutat costanera de Luleå.

## Història
La ciutat de Boden va néixer com una cruïlla ferroviària on la línia nord (Norra stambanan, oberta el 1894) s'ajuntava amb la Línia d'Ore (Malmbanan) provinent dels rics jaciments de ferro del nord de Suècia.
La ciutat va experimentar un creixement més gran quan es va construir la Fortalesa de Boden a principis del segle xx. L'objectiu de la fortalesa era defensar Suècia d'un possible atac des de l'est, on Rússia es considerava l'amenaça més perillosa.
Els primers escrits oficials sobre Boden es van trobar en un document fiscal del ~1500, on es va esmentar el "poble de Boden" amb set llars. Boden va aconseguir el títol de ciutat el 1919. Aquest títol es va tornar obsolet el 1971 i Boden és ara la seu del Municipi de Boden.

## Indústria
Avui (2007) Boden segueix sent una fortalesa militar i alberga la guarnició més gran de l'Exèrcit suec.
L'exèrcit i les dependències municipals són els dos ocupadors principals de Boden. A mesura que els militars es desarmen, amb els cinc regiments units en una guarnició, la població ha disminuït en 2.000 persones durant els últims deu anys.
Els famosos ganivets Fällkniven són de Boden.

## Fills il·lustres
- Peter Englund, escriptor, historiador, secretari permanent de l'Acadèmia sueca (2009-2015)
- Karl Fabricius, jugador d'hoquei sobre gel
- Stefan Gunnarsson, cantant, pianista
- Eyvind Johnson, escriptor, premi Nobel de literatura 1974
- Lennart Klockare, polític
- Daniel Larsson, jugador d'hoquei sobre gel
- Johanna Larsson, jugadora de tennis
- Elias Lindholm, jugador d'hoquei sobre gel
- Jonna Löfgren, bateria amb Glasvegas
- Stig Strömholm, professor, rector magnificus
- Stig Sundqvist, futbolista
- Stig Synnergren, antic Comandant Suprem Suec
- Sven Utterström, esquiador
- Niclas Wallin, jugador d'hoquei sobre gel
- Hans Wallmark, polític
- Brolle, cantant
- Tommy Johannson, cantant, guitarrista de les bandes Reinxeed i Sabaton

## Agermanaments
Boden manté una relació d'agermanament amb les següents localitats:
- Alta, Noruega[3]
- Hakkari, Turquia

## Esports
Els següents clubs esportius es troben a Boden:
- Bodens BK
- Hedens IF
- Skogså IF
- Vittjärvs IK
- Bodens HF
- Boden Handboll IF